# Liste der Orte in Illinois
Die folgende Liste zeigt alle Kommunen und Siedlungen im US-Bundesstaat Illinois. Sie enthält sowohl Citys, Towns und Villages als auch Census-designated places (CDP).
Die obere Tabelle enthält die Siedlungen, die bei der Volkszählung im Jahr 2020 mehr als 20.000 Einwohner hatten.

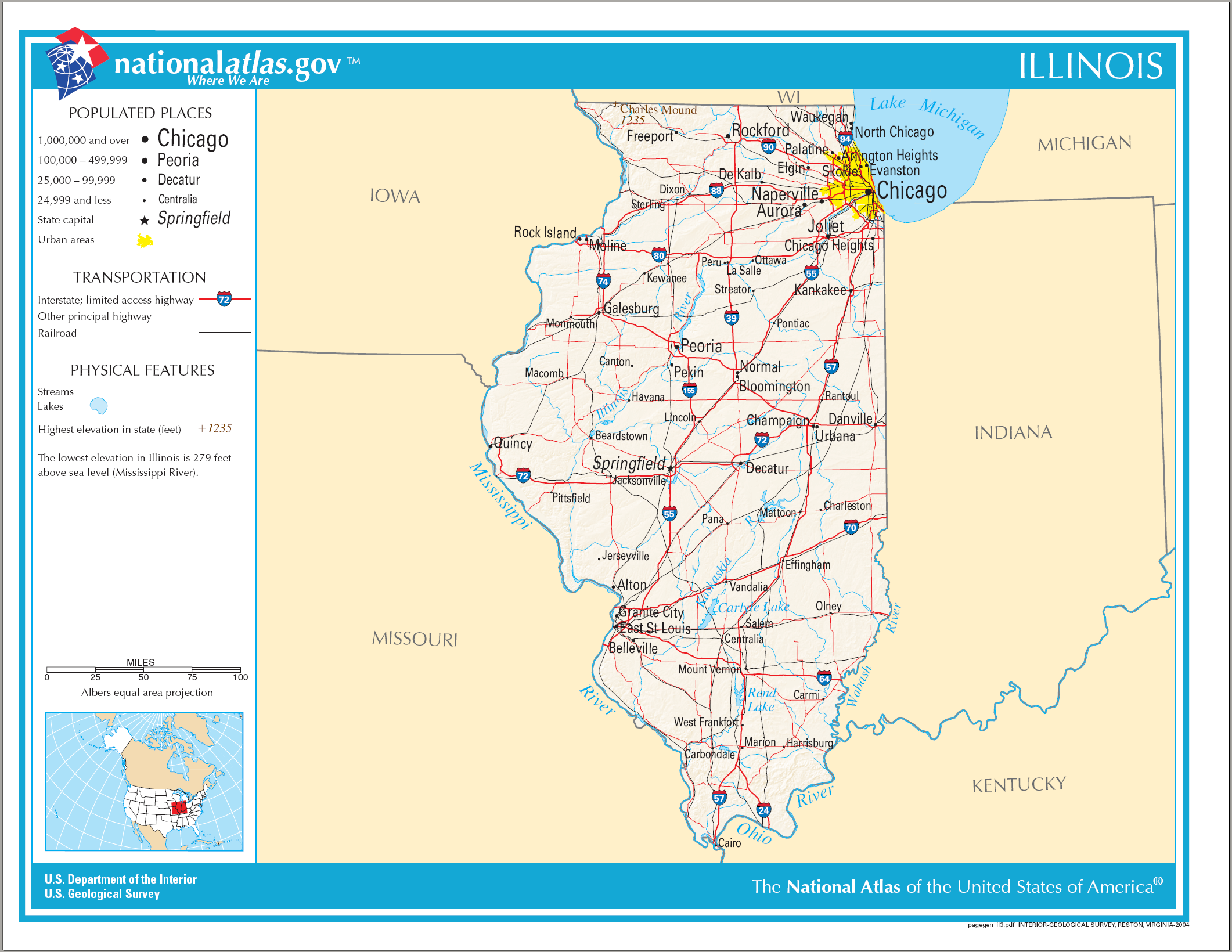
Karte von Illinois

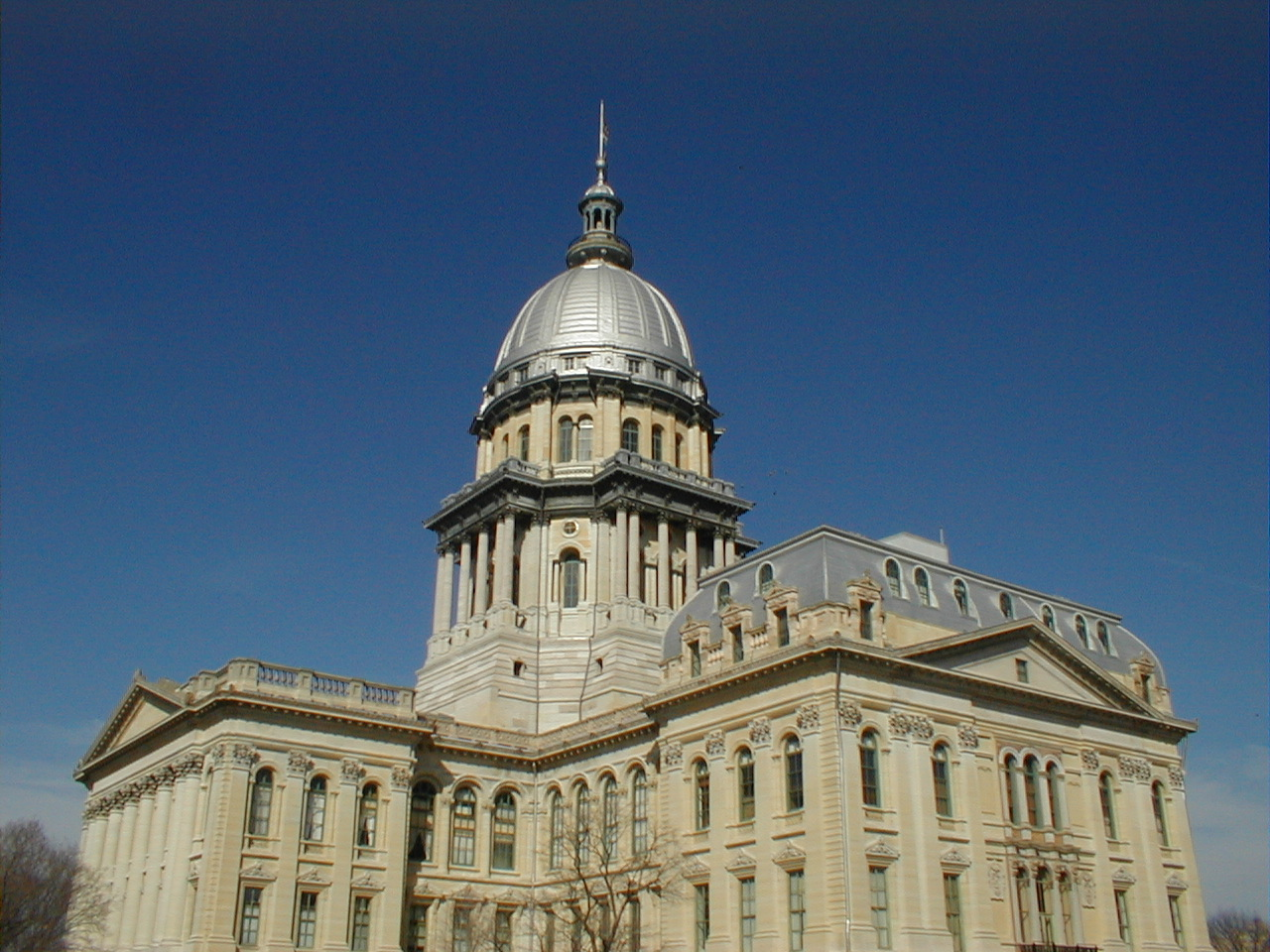
Illinois’ Hauptstadt Springfield

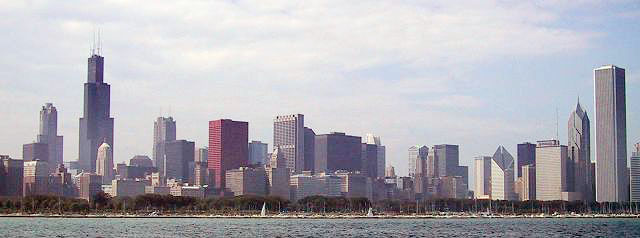
Chicago ist mit knapp drei Millionen Einwohnern die bei weitem größte Stadt in Illinois.

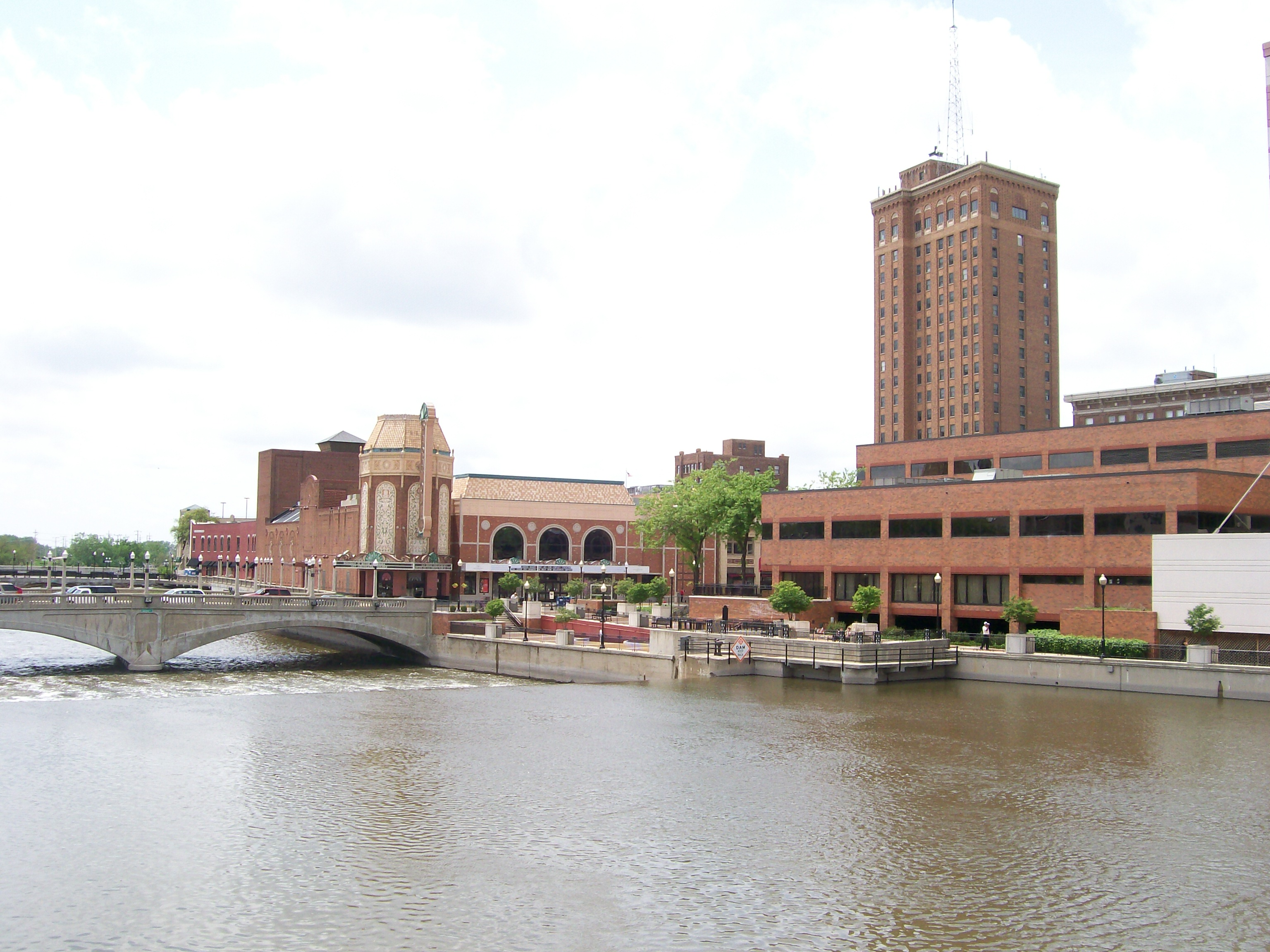
Aurora

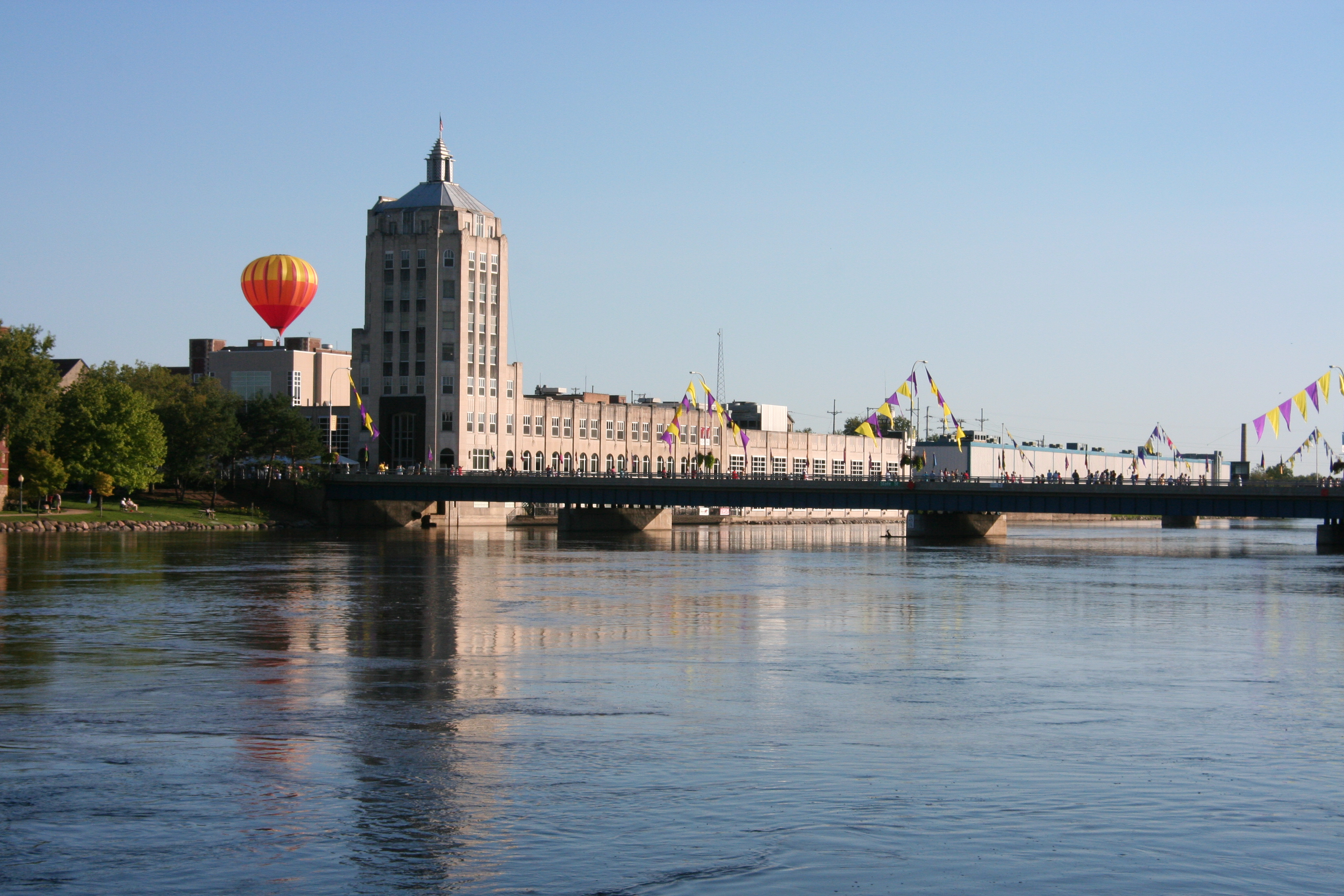
Rockford

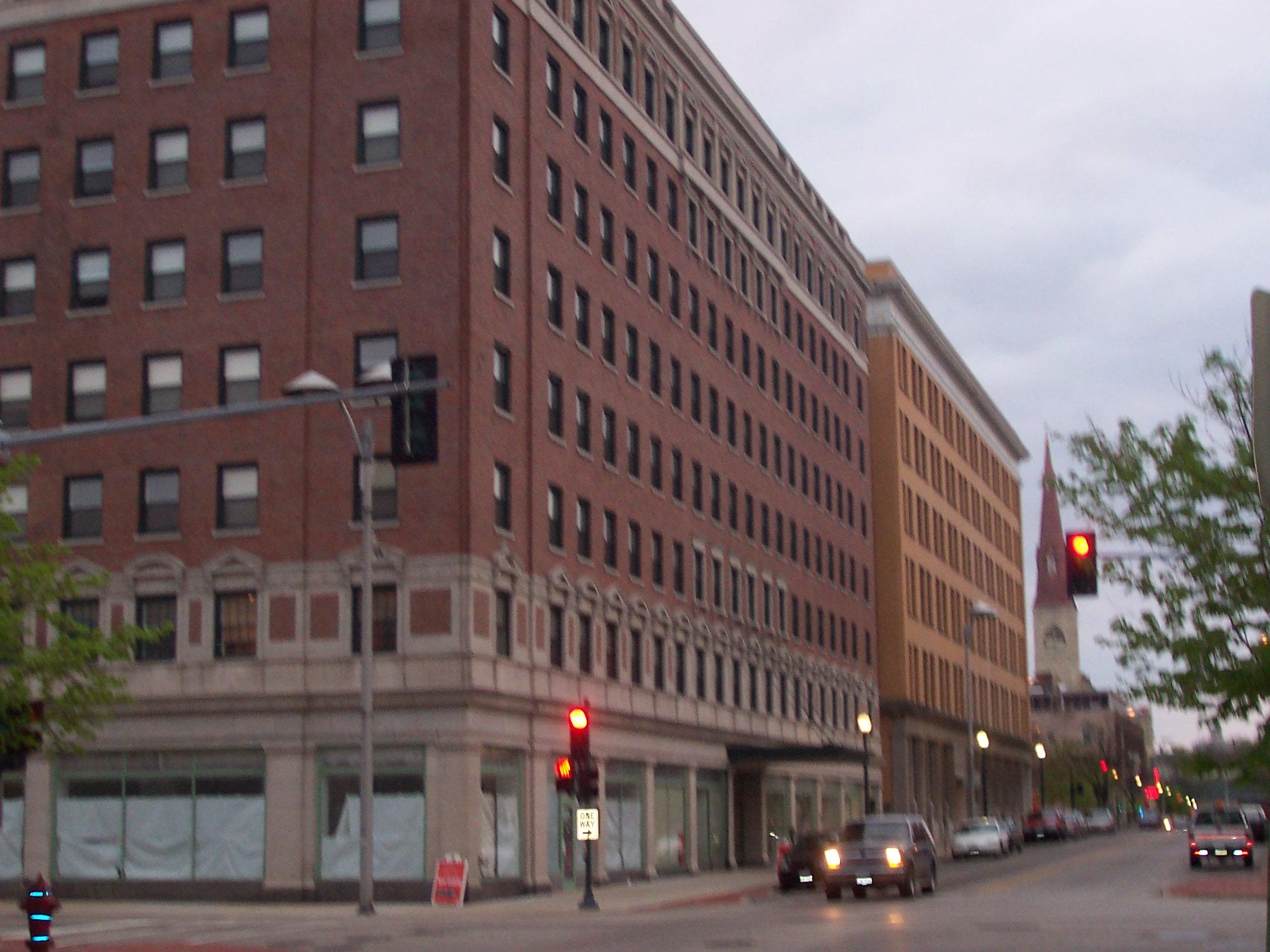
Joliet

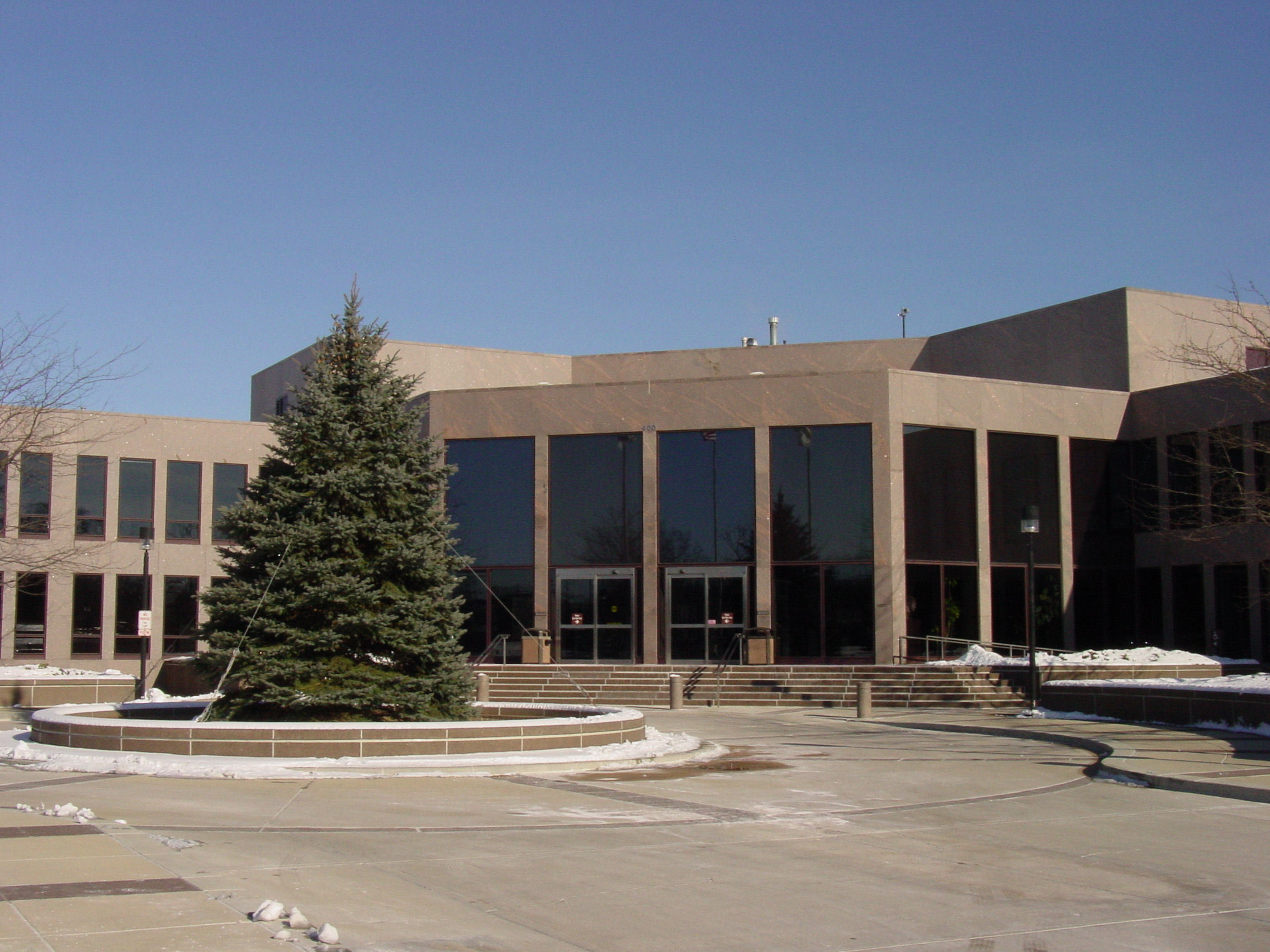
Naperville

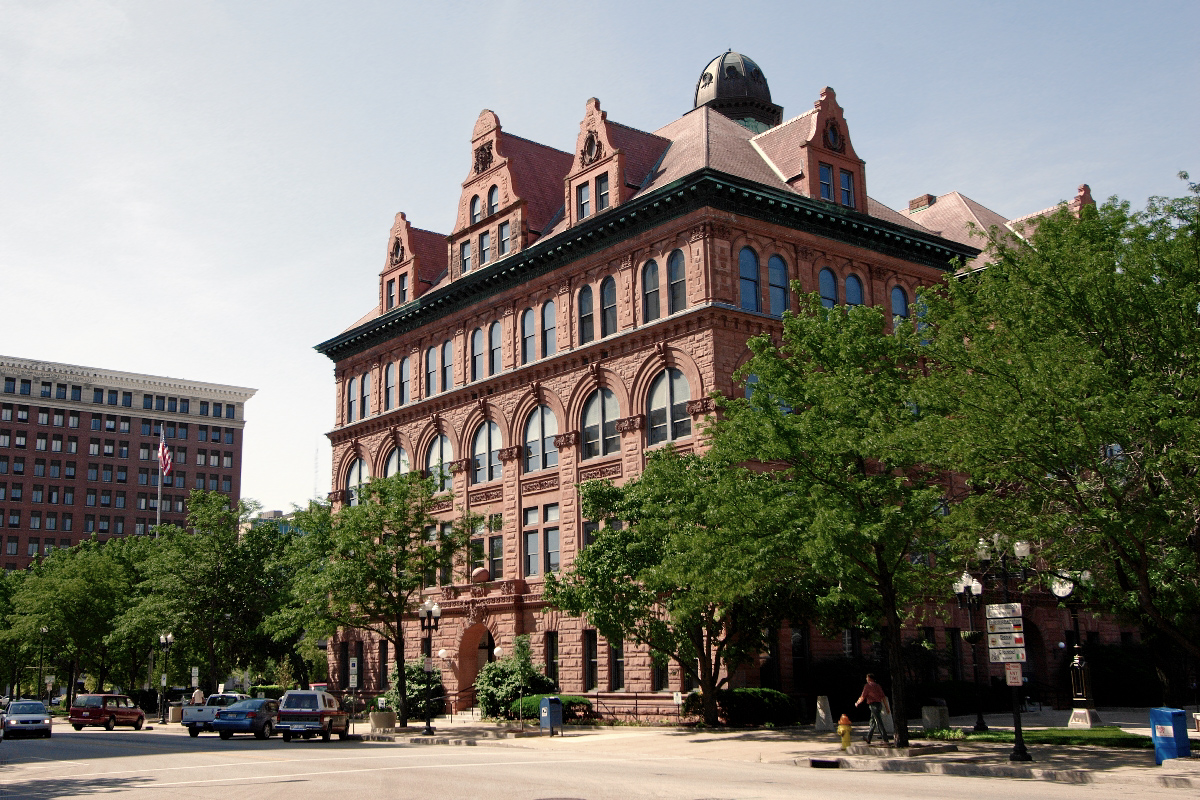
Peoria

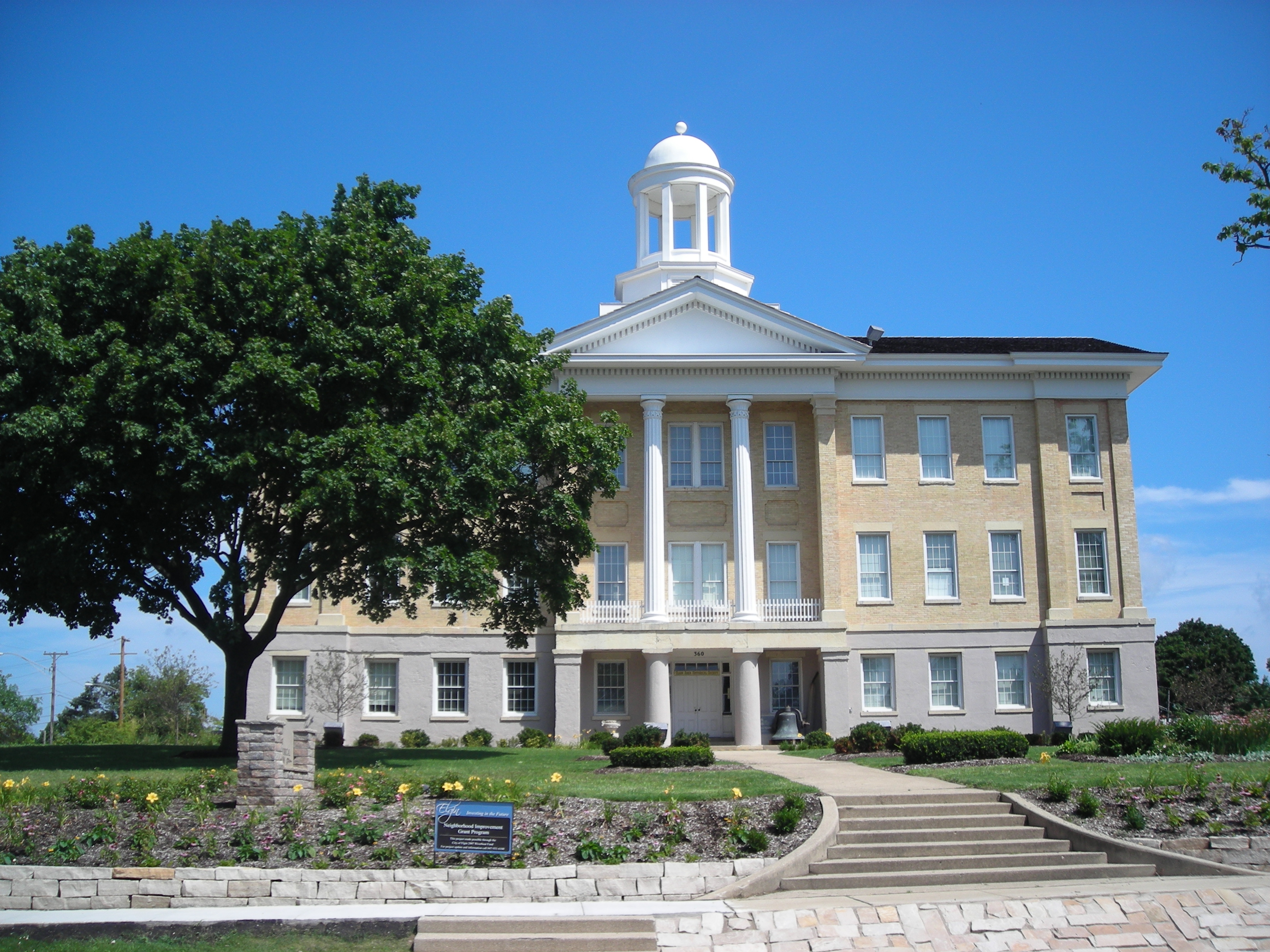
Elgin

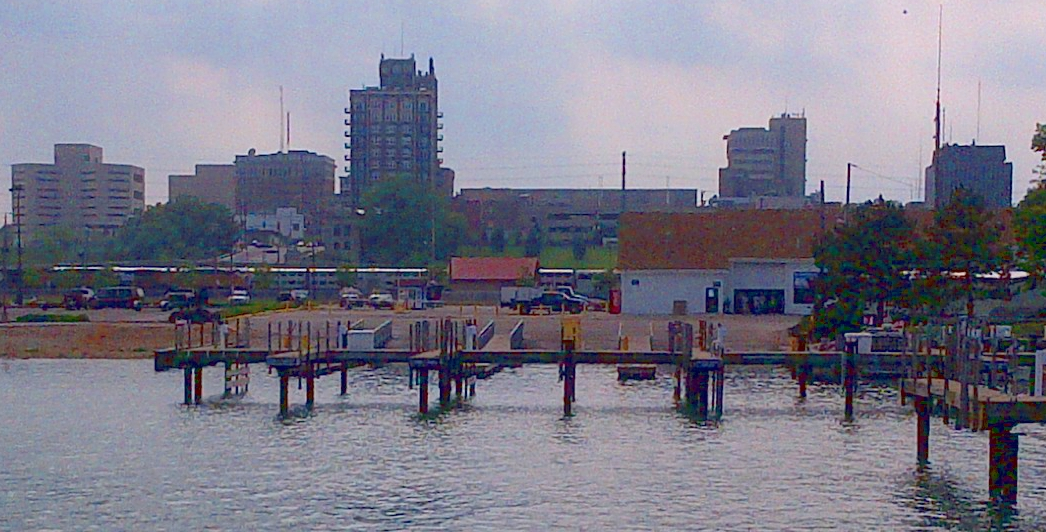
Waukegan

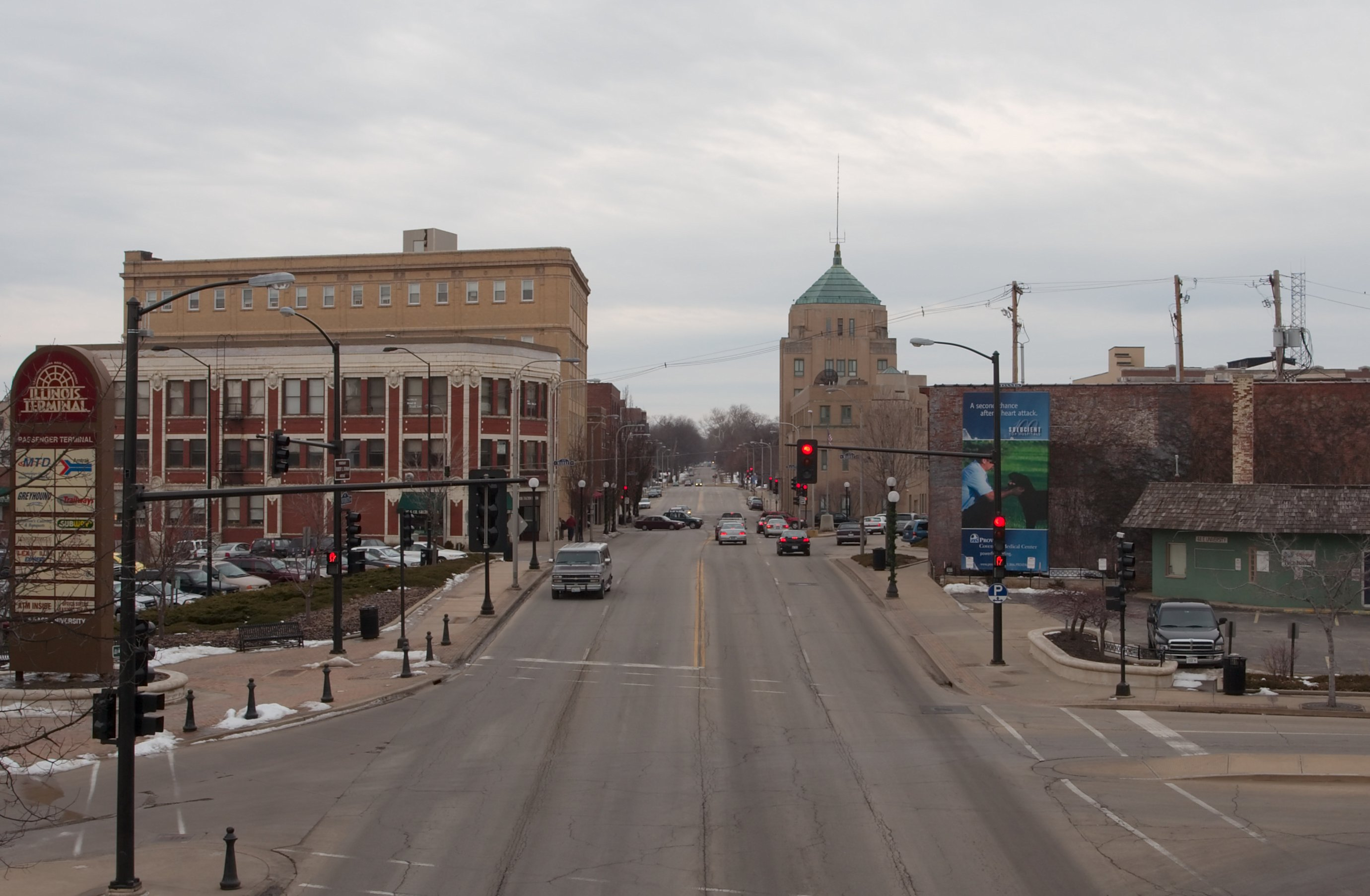
Champaign

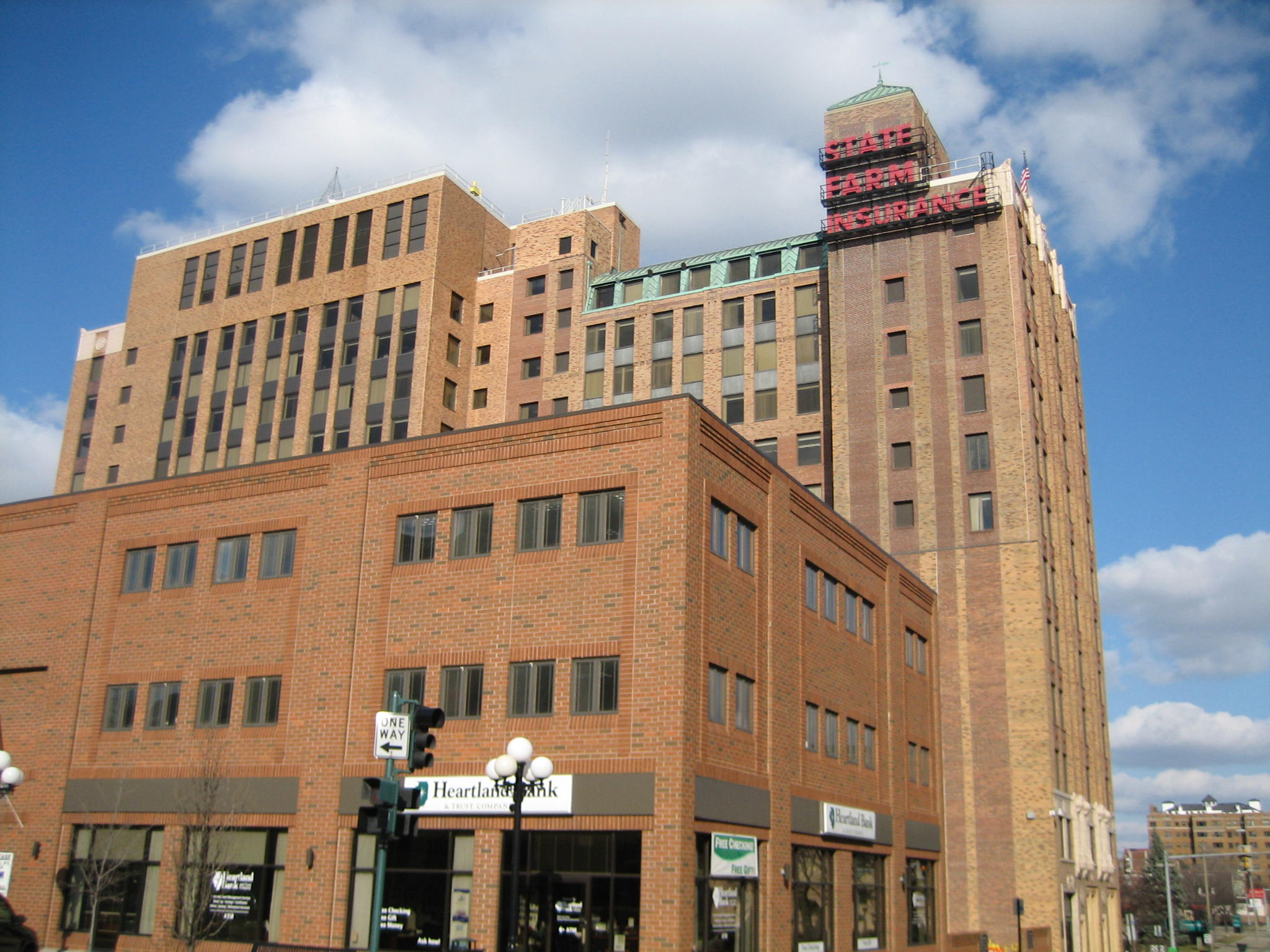
Bloomington

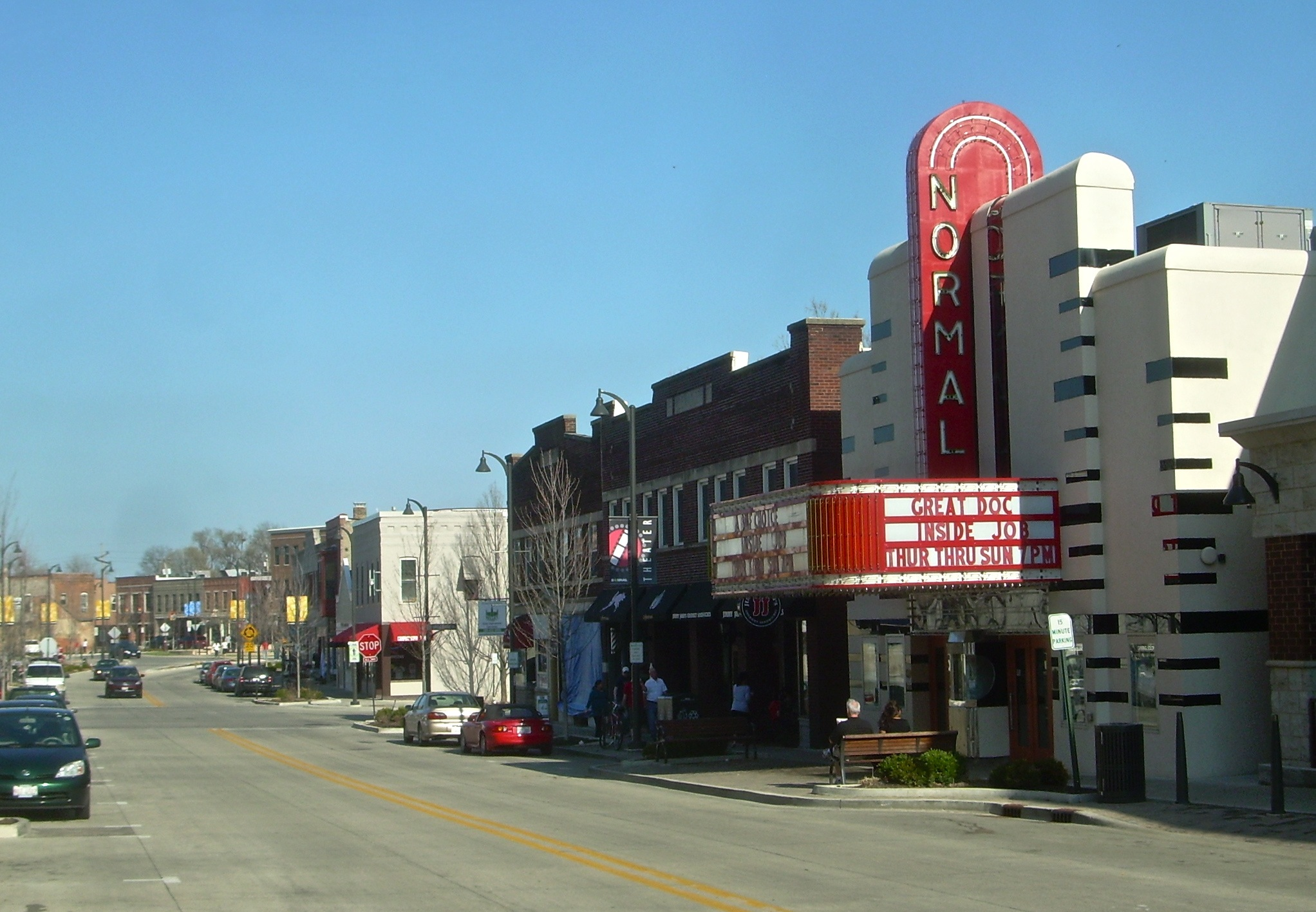
Normal

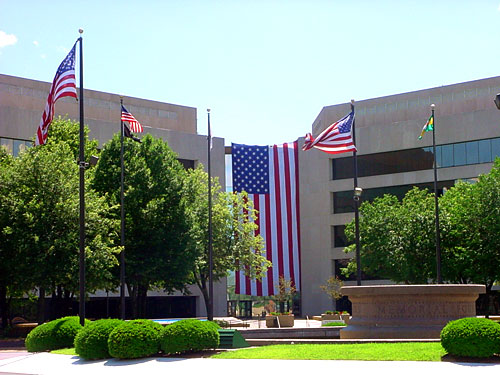
Belleville

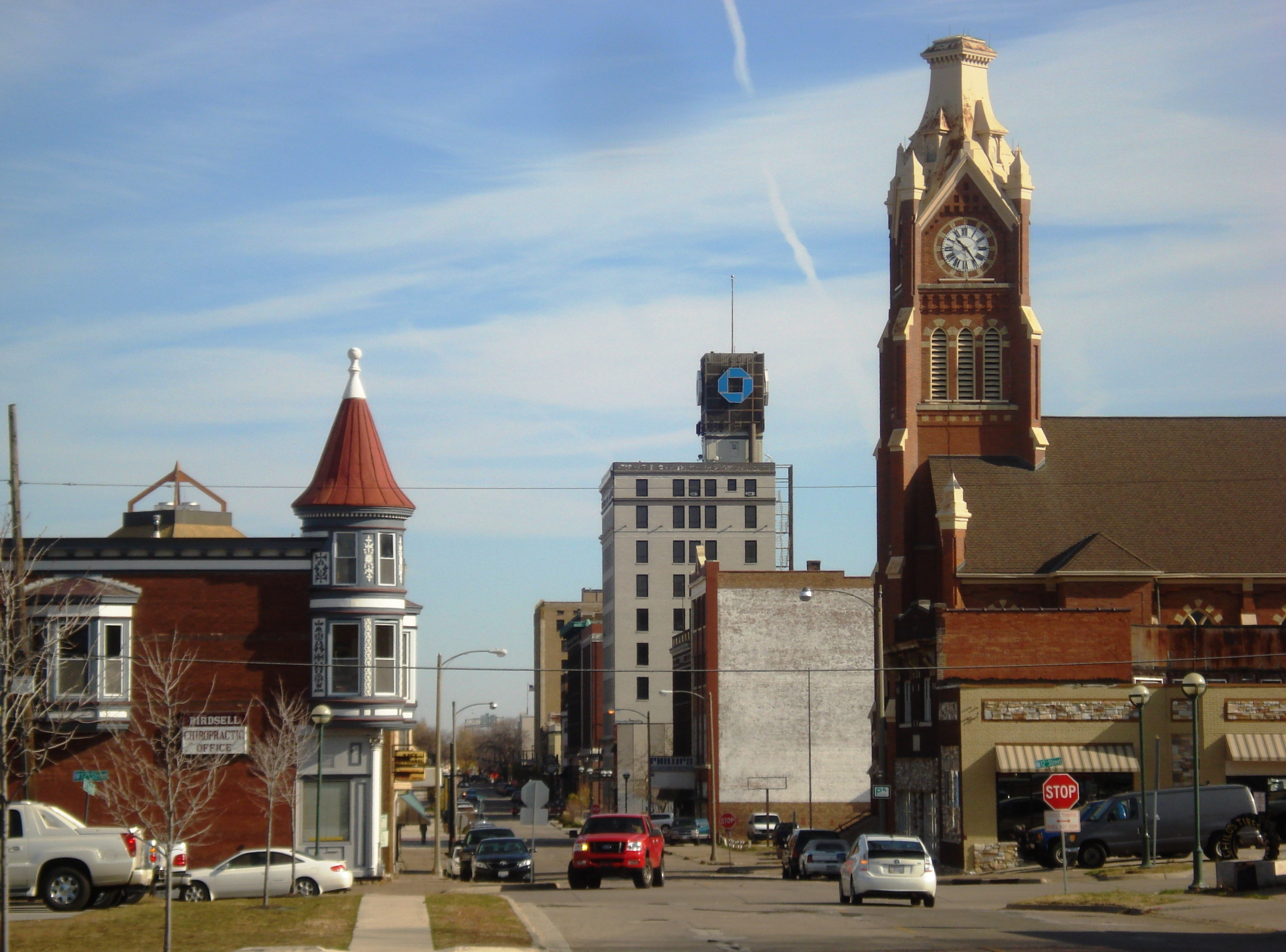
Moline

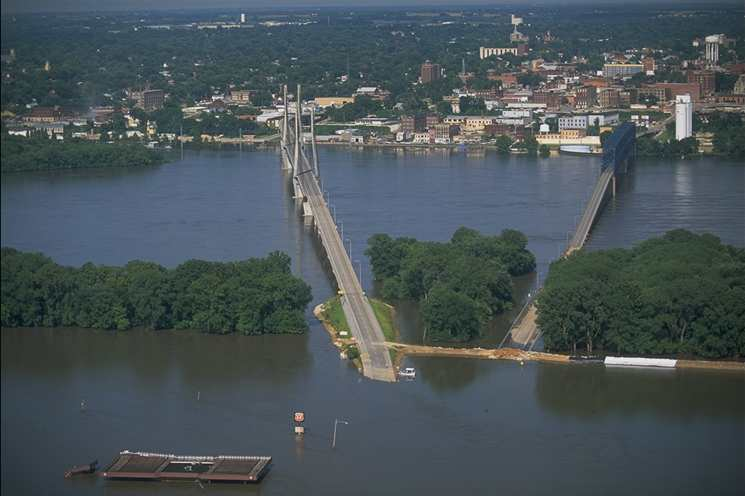
Quincy

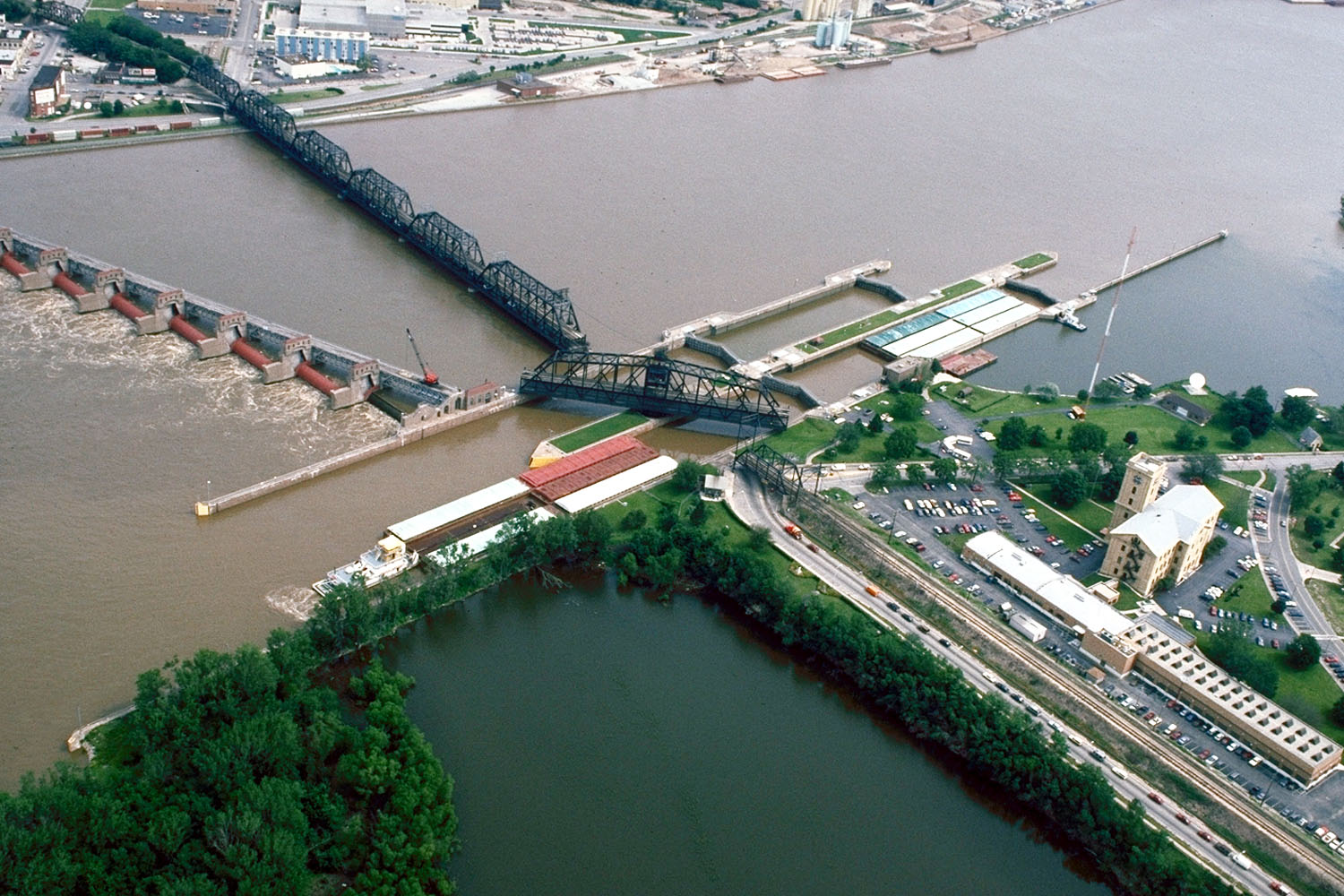
Rock Island

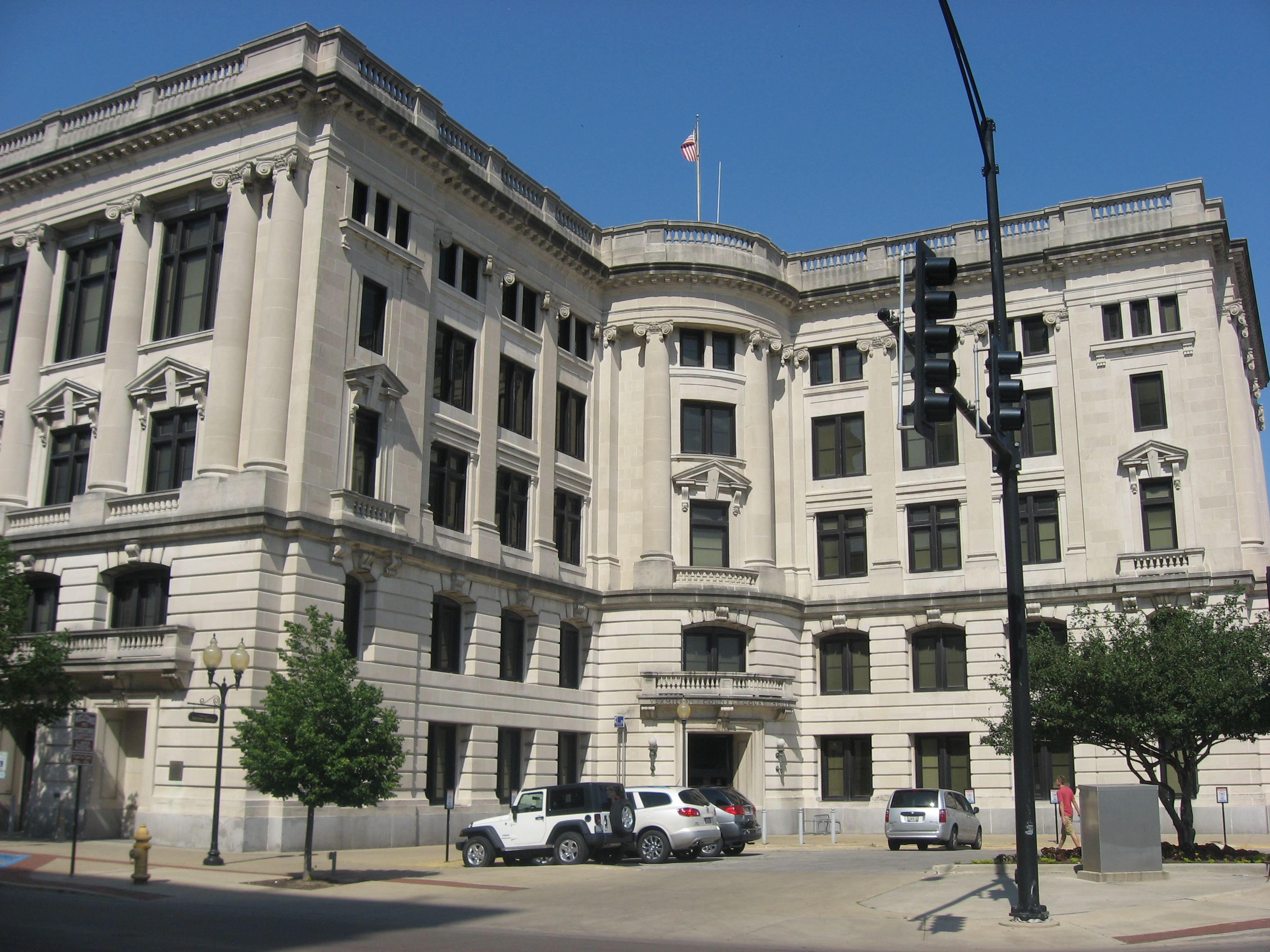
Danville

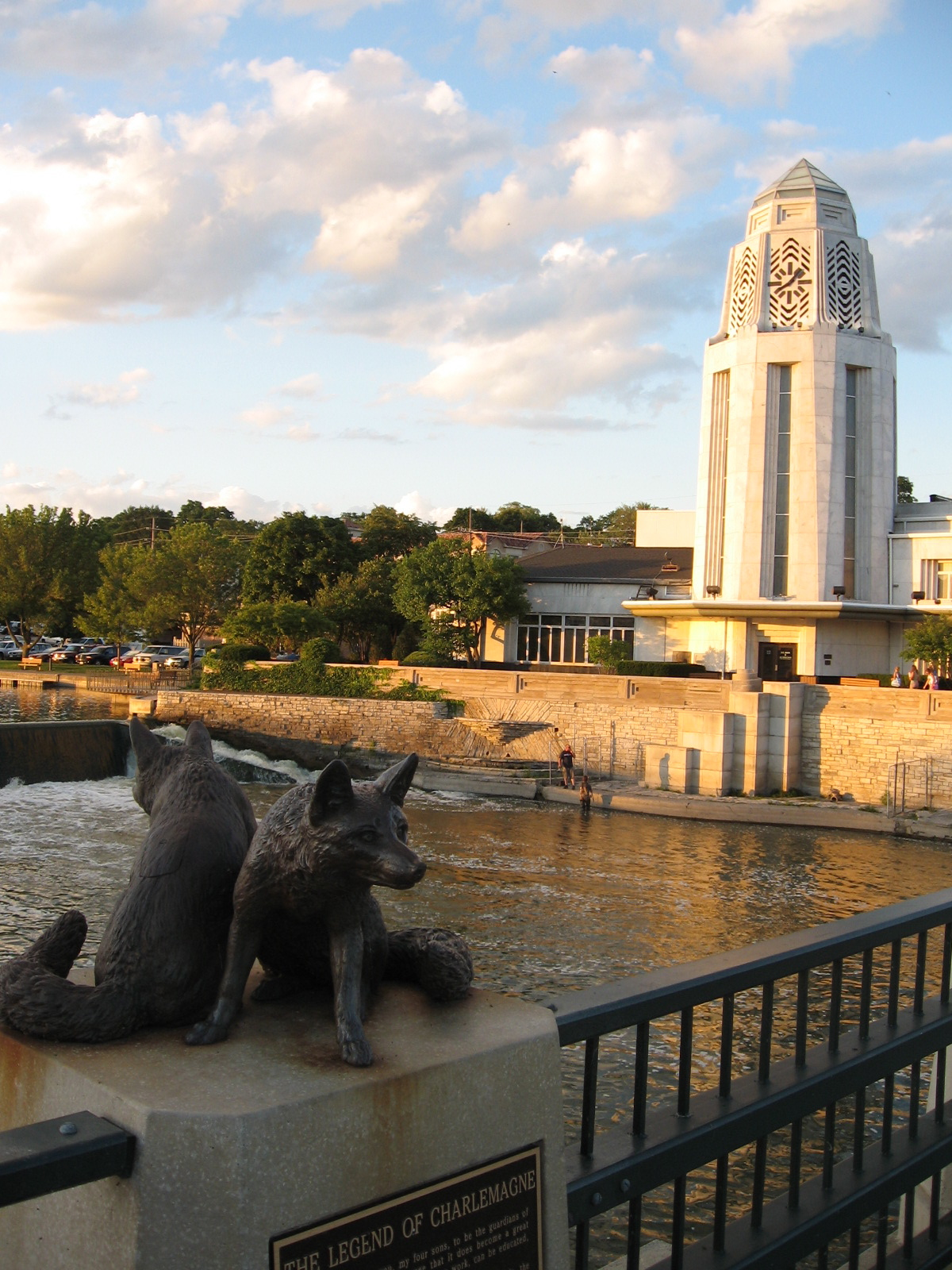
St. Charles

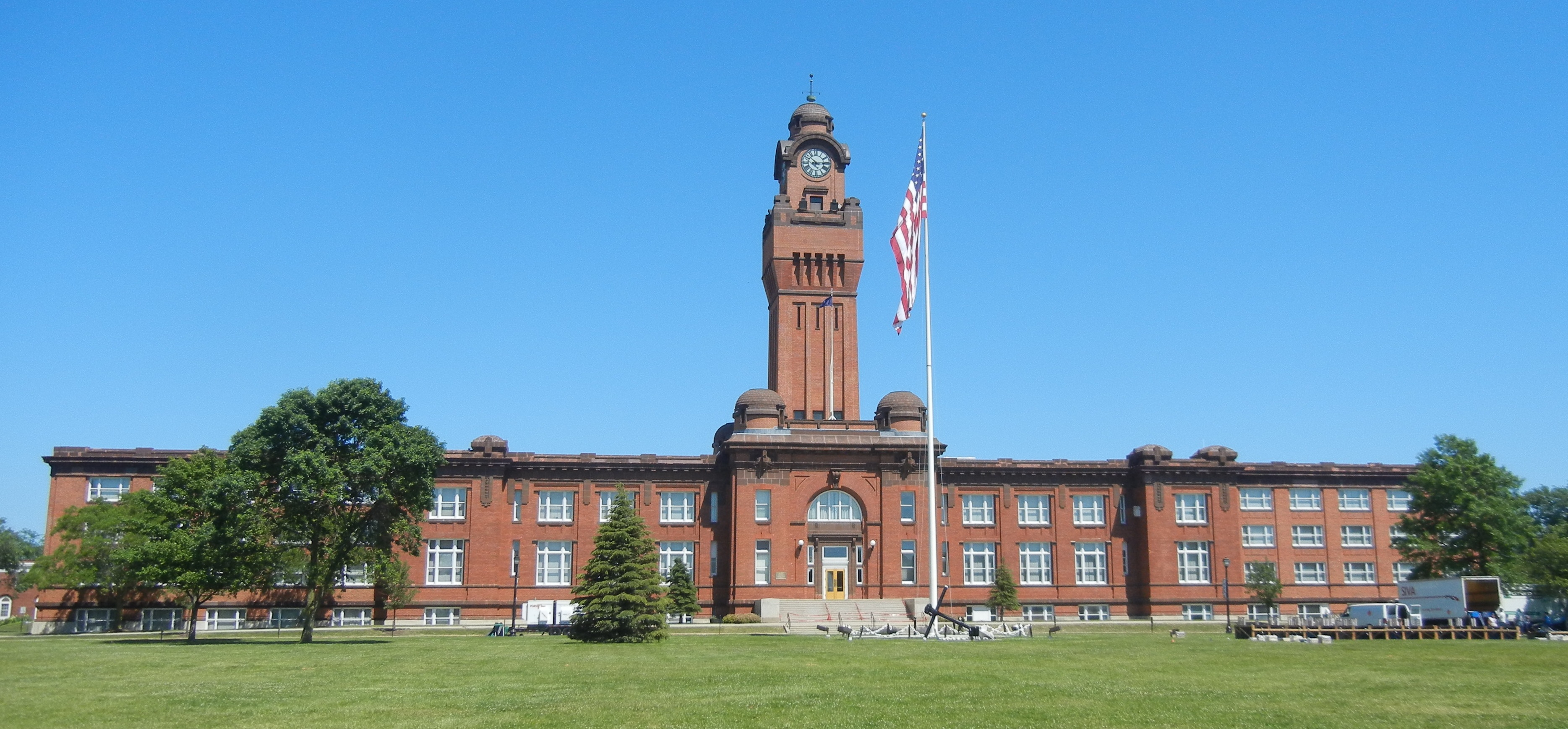
North Chicago

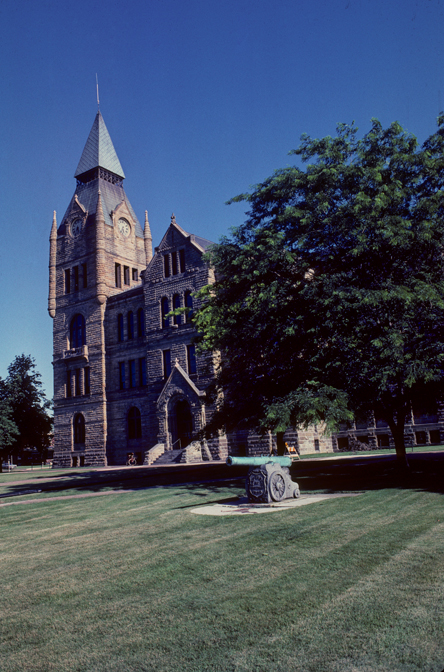
Galesburg

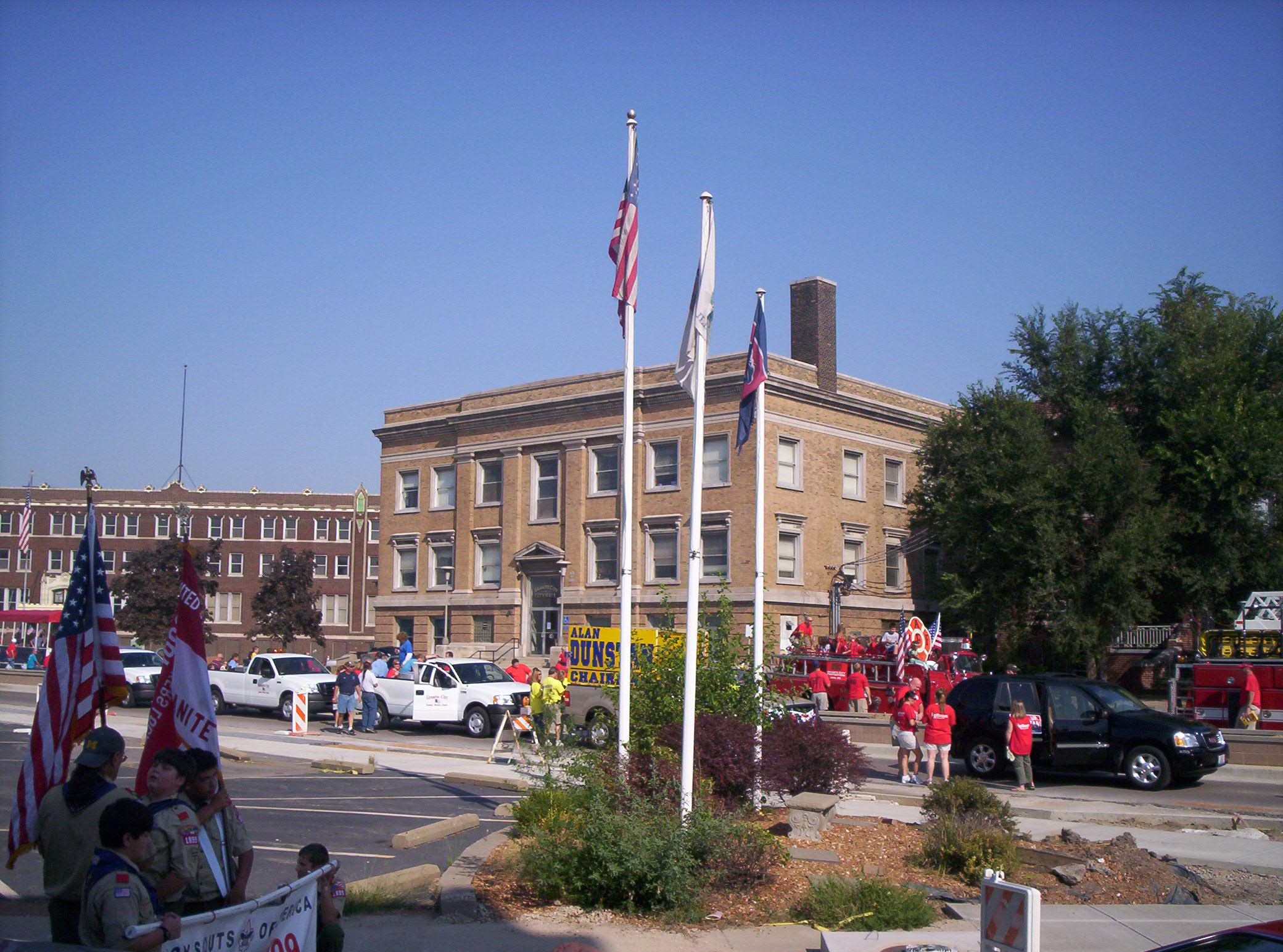
Granite City

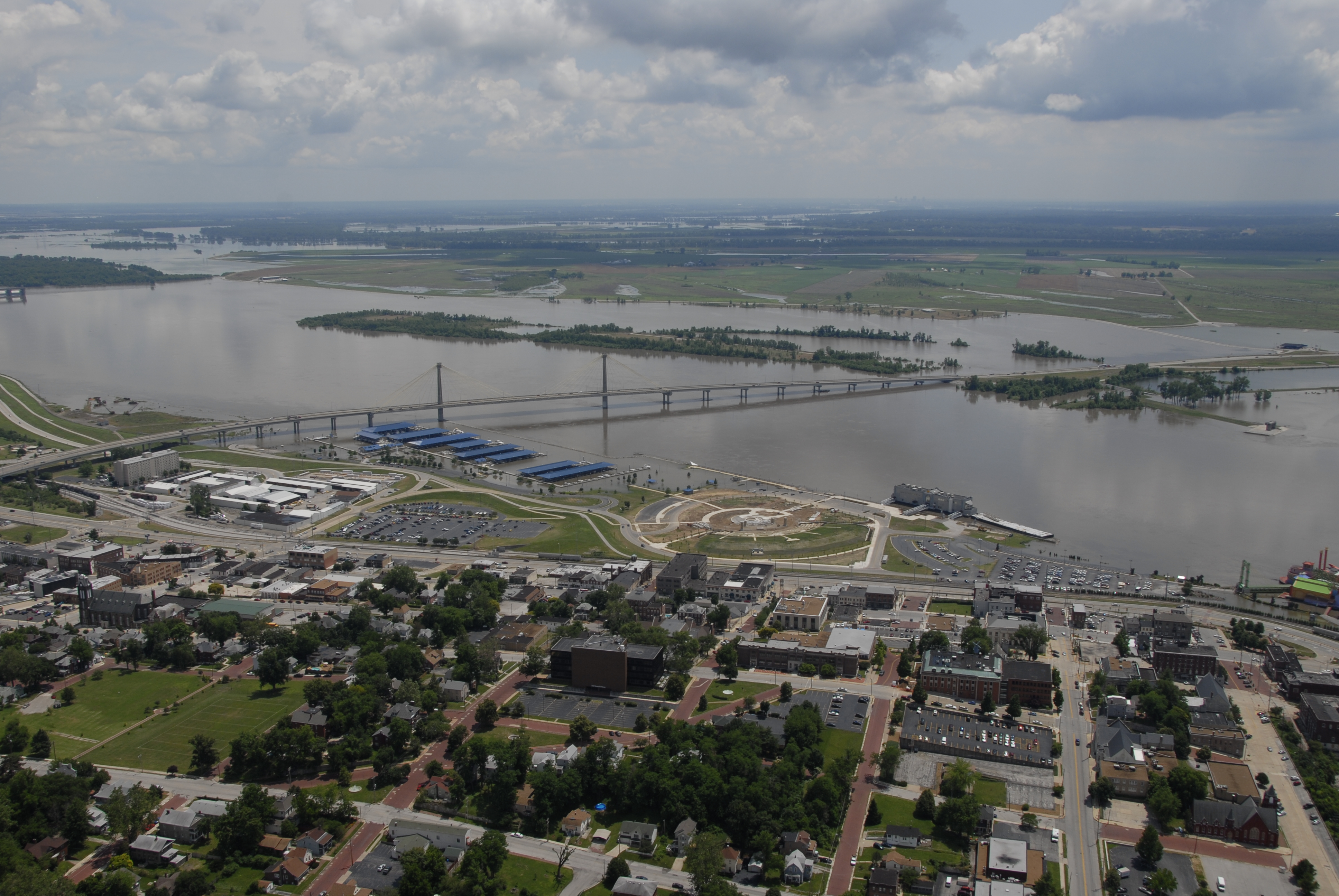
Alton

| Rang (2020) | Stadt             | Einwohner (2020) | Typ     | County(s)                   |
| ----------- | ----------------- | ---------------- | ------- | --------------------------- |
| 1           | Chicago           | 2.746.388        | City    | Cook, DuPage                |
| 2           | Aurora            | 180.542          | City    | DuPage, Kane, Will, Kendall |
| 3           | Joliet            | 150.362          | City    | Kendall, Will               |
| 4           | Naperville        | 149.540          | City    | DuPage, Will                |
| 5           | Rockford          | 148.655          | City    | Winnebago                   |
| 6           | Elgin             | 114.797          | City    | Kane, Cook                  |
| 7           | Springfield       | 114.394          | City    | Sangamon                    |
| 8           | Peoria            | 113.150          | City    | Peoria                      |
| 9           | Waukegan          | 89.321           | City    | Lake                        |
| 10          | Champaign         | 88.302           | City    | Champaign                   |
| 11          | Cicero            | 85.268           | Town    | Cook                        |
| 12          | Schaumburg        | 78.723           | Village | Cook                        |
| 13          | Bloomington       | 78.680           | City    | McLean                      |
| 14          | Evanston          | 78.110           | City    | Cook                        |
| 15          | Arlington Heights | 77.676           | City    | Cook, Lake                  |
| 16          | Bolingbrook       | 73.922           | Village | DuPage, Will                |
| 17          | Decatur           | 70.522           | City    | Macon                       |
| 18          | Palatine          | 67.908           | Village | Cook                        |
| 19          | Skokie            | 67.824           | Village | Cook                        |
| 20          | Des Plaines       | 60.675           | City    | Cook                        |
| 21          | Orland Park       | 58.703           | Village | Cook                        |
| 22          | Oak Lawn          | 58.362           | Village | Cook                        |
| 23          | Berwyn            | 57.250           | City    | Cook                        |
| 24          | Mount Prospect    | 56.852           | Village | Cook                        |
| 25          | Tinley Park       | 55.971           | Village | Cook, Will                  |
| 26          | Oak Park          | 54.583           | Village | Cook                        |
| 27          | Wheaton           | 53.970           | City    | DuPage                      |
| 28          | Normal            | 52.736           | Town    | McLean                      |
| 29          | Hoffman Estates   | 52.530           | Village | Cook                        |
| 30          | Downers Grove     | 50.247           | Village | DuPage                      |
| 31          | Glenview          | 48.705           | Village | Cook                        |
| 32          | Elmhurst          | 45.786           | City    | Cook, DuPage                |
| 33          | Plainfield        | 44.762           | Village | Kendall                     |
| 34          | Lombard           | 44.476           | Village | DuPage                      |
| 35          | Buffalo Grove     | 43.212           | Village | Cook, Lake                  |
| 36          | Moline            | 42.985           | City    | Rock Island                 |
| 37          | Belleville        | 42.404           | City    | St. Clair                   |
| 38          | Bartlett          | 41.105           | Village | Cook, DuPage, Kane          |
| 39          | DeKalb            | 40.290           | City    | DeKalb                      |
| 40          | Crystal Lake      | 40.269           | City    | McHenry                     |
| 41          | Romeoville        | 39.863           | Village | Will                        |
| 42          | Carol Stream      | 39.854           | Village | DuPage                      |
| 43          | Park Ridge        | 39.656           | City    | Cook                        |
| 44          | Streamwood        | 39.577           | Village | Cook                        |
| 45          | Quincy            | 39.463           | City    | Adams                       |
| 46          | Wheeling          | 39.137           | Village | Cook                        |
| 47          | Urbana            | 38.336           | City    | Champaign                   |
| 48          | Carpentersville   | 37.983           | Village | Kane                        |
| 49          | Hanover Park      | 37.470           | Village | Cook, DuPage                |
| 50          | Rock Island       | 37.108           | City    | Rock Island                 |
| 51          | Calumet City      | 36.033           | City    | Cook                        |
| 52          | Addison           | 35.702           | Village | DuPage                      |
| 53          | Northbrook        | 35.222           | Village | Cook                        |
| 54          | Oswego            | 34.585           | Village | Kendall                     |
| 55          | Woodridge         | 34.158           | Village | Cook, DuPage, Will          |
| 56          | Glendale Heights  | 33.176           | Village | DuPage                      |
| 57          | St. Charles       | 33.081           | City    | Kane                        |
| 58          | Elk Grove Village | 32.812           | Village | Cook, DuPage                |
| 59          | O’Fallon          | 32.289           | City    | St. Clair                   |
| 60          | Pekin             | 31.731           | City    | Tazewell                    |
| 61          | Mundelein         | 31.560           | Village | Lake                        |
| 62          | Niles             | 30.912           | Village | Cook                        |
| 63          | North Chicago     | 30.759           | City    | Lake                        |
| 64          | Gurnee            | 30.706           | Village | Lake                        |
| 65          | Highland Park     | 30.176           | City    | Lake                        |
| 66          | Galesburg         | 30.052           | City    | Knox                        |
| 67          | Algonquin         | 29.700           | Village | Kane, McHenry               |
| 68          | Burbank           | 29.439           | City    | Cook                        |
| 69          | Danville          | 29.204           | City    | Vermilion                   |
| 70          | Lansing           | 29.076           | Village | Cook                        |
| 71          | Lake in the Hills | 28.982           | Village | McHenry                     |
| 72          | Glen Ellyn        | 28.846           | Village | DuPage                      |
| 73          | Wilmette          | 28.170           | Village | Cook                        |
| 74          | Huntley           | 27.740           | Village | Kane, McHenry               |
| 75          | Granite City      | 27.549           | City    | Madison                     |
| 76          | Chicago Heights   | 27.480           | City    | Cook                        |
| 77          | Oak Forest        | 27.478           | City    | Cook                        |
| 78          | Round Lake Beach  | 27.252           | Village | Lake                        |
| 79          | New Lenox         | 27.214           | Village | Will                        |
| 80          | McHenry           | 27.135           | City    | McHenry                     |
| 81          | Vernon Hills      | 26.850           | Village | Lake                        |
| 82          | Edwardsville      | 26.808           | City    | Madison                     |
| 83          | Batavia           | 26.098           | City    | DuPage, Kane                |
| 84          | Lockport          | 26.094           | City    | Will                        |
| 85          | Alton             | 25.676           | City    | Madison                     |
| 86          | Woodstock         | 25.630           | City    | McHenry                     |
| 87          | West Chicago      | 25.614           | City    | DuPage                      |
| 88          | Belvidere         | 25.339           | City    | Boone                       |
| 89          | Morton Grove      | 25.297           | Village | Cook                        |
| 90          | Melrose Park      | 24.796           | Village | Cook                        |
| 91          | Zion              | 24.655           | City    | Lake                        |
| 92          | Homer Glen        | 24.543           | Village | Will                        |
| 93          | Elmwood Park      | 24.521           | Village | Cook                        |
| 94          | Westmont          | 24.429           | Village | DuPage                      |
| 95          | Collinsville      | 24.366           | City    | Madison, St. Clair          |
| 96          | Lisle             | 24.223           | Village | DuPage                      |
| 97          | Rolling Meadows   | 24.200           | City    | Cook                        |
| 98          | Kankakee          | 24.052           | City    | Kankakee                    |
| 99          | Freeport          | 23.973           | City    | Stephenson                  |
| 100         | South Elgin       | 23.865           | Village | Kane                        |
| 101         | Maywood           | 23.512           | Village | Cook                        |
| 102         | Loves Park        | 23.397           | City    | Winnebago                   |
| 103         | Machesney Park    | 22.950           | Village | Winnebago                   |
| 104         | Roselle           | 22.897           | Village | Cook, DuPage                |
| 105         | Blue Island       | 22.558           | City    | Cook                        |
| 106         | East Peoria       | 22.484           | City    | Tazewell                    |
| 107         | Bloomingdale      | 22.382           | Village | DuPage                      |
| 108         | Villa Park        | 22.263           | Village | DuPage                      |
| 109         | Darien            | 22.011           | City    | DuPage                      |
| 110         | Carbondale        | 21.857           | City    | Jackson                     |
| 111         | Park Forest       | 21.687           | City    | Cook, Will                  |
| 112         | Yorkville         | 21.533           | City    | Kendall                     |
| 113         | South Holland     | 21.465           | Village | Cook                        |
| 114         | Dolton            | 21.426           | Village | Cook                        |
| 115         | Geneva            | 21.393           | City    | Kane                        |
| 116         | East Moline       | 21.374           | City    | Rock Island                 |
| 117         | Grayslake         | 21.248           | Village | Lake                        |
| 118         | Libertyville      | 20.579           | Village | Lake                        |
| 119         | Crest Hill        | 20.459           | City    | Will                        |
| 120         | Harvey            | 20.324           | City    | Cook                        |
| 121         | Frankfort         | 20.296           | Village | Will, Cook                  |
| 122         | Montgomery        | 20.262           | Village | Kane, Kendall               |

Weitere Siedlungen in Illinois in alphabetischer Reihenfolge:

## A
- Abingdon
- Albion
- Aledo
- Alsip
- Altamont
- Amboy
- Anna
- Antioch
- Arcola
- Ashley
- Assumption
- Athens
- Atlanta
- Atwood
- Auburn
- Ava

## B
- Bannockburn
- Barrington
- Barrington Hills
- Barry
- Beach Park
- Beardstown
- Bedford Park
- Beecher
- Bellwood
- Benld
- Bensenville
- Benton
- Berkeley
- Bethalto
- Big Rock
- Boulder Hill
- Bourbonnais
- Bradley
- Braidwood
- Breese
- Bridgeport
- Bridgeview
- Broadview
- Brookfield
- Brookport
- Bunker Hill
- Burlington
- Burnham
- Burr Ridge
- Bushnell
- Byron

## C
- Cahokia
- Cairo
- Calumet Park
- Camp Point
- Campton Hills
- Canton
- Carlinville
- Carlyle
- Carmi
- Carrollton
- Carterville
- Carthage
- Cary
- Casey
- Centralia
- Centreville
- Channahon
- Channel Lake
- Chatham
- Charleston
- Chenoa
- Chester
- Chicago Ridge
- Chillicothe
- Chrisman
- Christopher
- Clarendon Hills
- Clayton
- Clinton
- Coal City
- Coatsburg
- Coffeen
- Colchester
- Colona
- Columbia
- Columbus
- Cooperstown
- Country Club Hills
- Countryside
- Creal Springs
- Crestwood
- Crete
- Crystal Lawns
- Cuba

## D
- Dallas City
- Deerfield
- Deer Park
- Delavan
- Diamond
- Dixmoor
- Dixon
- Du Quoin

## E
- Earlville
- East Dubuque
- East Dundee
- East Hazel Crest
- Effingham
- Elburn
- Eldorado
- Elmwood
- El Paso
- Elwood
- Eureka
- Evergreen Park

## F
- Fairbury
- Fairfield
- Fairmont
- Fairview Heights
- Farmer City
- Farmington
- Flora
- Flossmoor
- Ford Heights
- Forest Lake
- Forest Park
- Forest View
- Fox Lake
- Fox Lake Hills
- Fox River Grove
- Franklin Park
- Frankfort Square
- Fulton

## G
- Gages Lake
- Galena
- Galva
- Geneseo
- Genoa
- Georgetown
- Gibson
- Gilberts
- Gillespie
- Gilman
- Girard
- Glen Carbon
- Glencoe
- Glenwood
- Godfrey
- Godley
- Golconda
- Golden
- Golf
- Goodfield
- Goodings Grove
- Grafton
- Grand Tower
- Grandwood Park
- Grant Park
- Grayville
- Green Oaks
- Greenfield
- Greenville
- Griggsville

## H
- Hainesville
- Hamilton
- Hampshire
- Harrisburg
- Harvard
- Havana
- Hawthorn Woods
- Harwood Heights
- Hazel Crest
- Henry
- Herrin
- Hickory Hills
- Hickory Hills
- Highland
- Highwood
- Hillsboro
- Hillside
- Hinsdale
- Hodgkins
- Hometown
- Homewood
- Hoopeston
- Hurst

## I
- Indian Creek
- Indian Head Park
- Ingalls Park
- Inverness
- Island Lake
- Itasca

## J
- Jacksonville
- Jerseyville
- Johnston City
- Jonesboro
- Justice

## K
- Kaneville
- Keithsburg
- Kenilworth
- Kewanee
- Kildeer
- Kinmundy
- Kirkland
- Knollwood
- Knoxville

## L
- Lacon
- La Grange
- La Grange Park
- La Harpe
- La Prairie
- Lake Barrington
- Lake Bluff
- Lake Catherine
- Lake Forest
- Lake Villa
- Lake Zurich
- Lakemoor
- Lakewood Shores
- Lanark
- La Salle
- Lawrenceville
- Lebanon
- Lee
- Leland Grove
- Lemont
- Lena
- Le Roy
- Lewistown
- Lexington
- Liberty
- Lily Lake
- Lima
- Lincoln
- Lincolnshire
- Lincolnwood
- Lindenhurst
- Lisbon
- Litchfield
- Long Grove
- Long Lake
- Loraine
- Lynwood
- Lyons

## M
- McLeansboro
- Macomb
- Macon
- Madison
- Manchester
- Manhattan
- Maple Park
- Marengo
- Marion
- Markham
- Maroa
- Marquette Heights
- Marseilles
- Marshall
- Martinsville
- Mascoutah
- Mason City
- Matteson
- Mattoon
- Mendon
- Mendota
- Metropolis
- Mettawa
- Midlothian
- Millbrook
- Millington
- Minonk
- Minooka
- Mokena
- Momence
- Monee
- Monmouth
- Monticello
- Morris
- Morrison
- Morton
- Mound City
- Mounds
- Mount Carmel
- Mount Carroll
- Mount Olive
- Mount Pulaski
- Mount Sterling
- Mount Vernon
- Murphysboro

## N
- Nashville
- Nason
- Nauvoo
- Neoga
- New Boston
- Newark
- Newman
- Newton
- Nokomis
- North Aurora
- North Barrington
- North Riverside
- Northfield
- Northlake
- Norridge

## O
- Oak Brook
- Oakbrook Terrace
- Oakland
- Oglesby
- Old Mill Creek
- Olney
- Olympia Fields
- Oneida
- Oregon
- Orient
- Orland Hills
- Ottawa

## P
- Palos Heights
- Palos Hills
- Palos Park
- Pana
- Paris
- Park City
- Paxton
- Payson
- Peotone
- Peru
- Petersburg
- Phoenix
- Pinckneyville
- Pingree Grove
- Pittsfield
- Plano
- Plainville
- Plattville
- Polo
- Poplar Grove
- Pontiac
- Pontoon Beach
- Port Barrington
- Posen
- Prestbury
- Preston Heights
- Princeton
- Prophetstown
- Prospect Heights

## R
- Rantoul
- Red Bud
- Richton Park
- Ripley
- River Forest
- River Grove
- Riverdale
- Riverside
- Riverwoods
- Robbins
- Robinson
- Rochelle
- Rockdale
- Rock Falls
- Roodhouse
- Roscoe
- Rosemont
- Rosiclare
- Round Lake
- Round Lake Heights
- Round Lake Park
- Rushville

## S
- St. Elmo
- St. Francisville
- Salem
- Sandwich
- Sauk Village
- Savanna
- Schiller Park
- Sesser
- Shawneetown
- Shelbyville
- Shiloh
- Shorewood
- Silvis
- Sleepy Hollow
- South Barrington
- South Beloit
- South Chicago Heights
- South Elgin
- Sparta
- Spring Valley
- Staunton
- Steger
- Sterling
- Stickney
- Stone Park
- Streator
- Sugar Grove
- Sullivan
- Summit
- Sumner
- Swansea
- Sycamore
- Symerton

## T
- Taylorville
- Third Lake
- Thornton
- Toluca
- Toulon
- Tower Lakes
- Trenton
- Troy
- Tuscola

## U
- University Park
- Ursa

## V
- Vandalia
- Venetian Village
- Venice
- Virgil
- Versailles
- Versailles Township
- Vienna
- Villa Grove
- Virden
- Virginia
- Volo

## W
- Wadsworth
- Wamac
- Warrenville
- Warsaw
- Washington
- Waterloo
- Watseka
- Wauconda
- Waverly
- Wayne
- Wenona
- Westchester
- Western Springs
- West Dundee
- West Frankfort
- West Peoria
- White Hall
- Willowbrook (DuPage Ct.)
- Willowbrook (Will Ct.)
- Willow Springs
- Wilmington (Greene Ct.)
- Wilmington (Will Ct.)
- Winchester
- Windsor
- Winfield
- Winnetka
- Winthrop Harbor
- Witt
- Wood Dale
- Wood River
- Worth
- Wyoming

## Y
- Yorkville

## Z
- Zeigler